# Halim Benmabrouk
Abdelhamid Halim Ben-Mabrouk (arab. عبد الحميد حليم بن مبروك; ur. 25 czerwca 1960 w Lyonie, Francja) – algierski piłkarz występujący na pozycji pomocnika. Uczestnik Mistrzostw Świata 1986.

## Kariera klubowa
Halim Benmabrouk całą piłkarską karierę spędził we Francji. Karierę zaczął w 1982 w Racingu Paryż i grał w nim do 1990 roku. W latach 1991 grał w Girondins Bordeaux. Ostatni sezon spędził w Olympique Lyon, gdzie zakończył karierę w 1992 roku.

## Kariera reprezentacyjna
Halim Benmabrouk występował w reprezentacji Algierii w latach osiemdziesiątych. 
Z reprezentacją Algierii uczestniczył w Mistrzostw Świata 1986. Na Mundialu wystąpił w dwóch spotkaniach z reprezentacją Irlandii Północnej i reprezentacji Brazylii.